# 1224

## Събития
- Теодор Комнин е коронясан от Охридския архиепископ Димитър-Хоматиан за император